# Fernando Salinas
Luis Fernando Salinas De los Ríos (Tarija, 12 giugno 1962) è un ex calciatore boliviano, di ruolo attaccante.

## Carriera

### Club
Salinas debuttò nel corso della Liga del Fútbol Profesional Boliviano 1980: alla sua prima stagione assommò 21 presenze con 7 gol. La seconda annata lo vide tra i migliori realizzatori con 18 reti. Nel biennio 1982-1983 vinse due campionati; nel torneo del 1985 si posizionò terzo tra i marcatori con 23 gol, dietro a Víctor Antelo (37) e Juan Carlos Sánchez (24). Nel 1987 fu, per la prima volta in carriera, capocannoniere del campionato, grazie alle 28 reti. L'anno seguente si ripeté, stavolta con 17 segnature. Nel 1991 terminò al secondo posto con 16 gol. Nel 1992 lasciò il Bolívar di La Paz dopo oltre 300 presenze e 193 reti; passò al Ciclón della sua natia Tarija. Con la nuova maglia ebbe una breve esperienza: andò a segno tre volte in otto presenze. Le sue 196 reti lo rendono il terzo miglior marcatore della storia della Liga del Fútbol Profesional Boliviano. È inoltre il miglior realizzatore della storia del Bolívar.

### Nazionale
Nel 1983 venne incluso nella lista per la Copa América. Debuttò nella competizione il 14 agosto all'Estadio Hernando Siles di La Paz, subentrando ad Aguilar nel corso della partita con la Colombia. Debuttò nella competizione il 14 agosto, all'Estadio Hernando Siles contro la Colombia. Giocò poi con Colombia, nella gara di ritorno, e Perù. Nel 1989 tornò in Copa América; scese in campo per l'unica volta contro l'Ecuador.

## Palmarès

### Club

#### Competizioni nazionali
- Campionato boliviano: 7

Bolívar: 1982, 1983, 1985, 1987, 1988, 1991, 1992

### Individuale
- Capocannoniere della Liga del Fútbol Profesional Boliviano: 2

1987 (28 gol), 1988 (17 gol)